# Mischocarpus pyriformis
Mischocarpus pyriformis är en kinesträdsväxtart. Mischocarpus pyriformis ingår i släktet Mischocarpus och familjen kinesträdsväxter.

## Underarter
Arten delas in i följande underarter:
- M. p. papuanus
- M. p. pyriformis
- M. p. retusus